# Olivia Rodrigo
Olivia Isabel Rodrigo, ameriška igralka, pevka in tekstopiska,* 20. februar 2003.
Znana je po vlogah Paige Olvera v seriji Disney Channel Bizaardvark in Nini Salazar-Roberts v seriji Disney+ High School Musical: The Musical: The Series. Leta 2020 je podpisala založbeno pogodbo z Interscope in Geffen Records, januarja 2021 pa je izdala svoj prvenec »Drivers License«, ki je dosegel prvo mesto v več državah po svetu. Njen debitantski album Sour je izšel 21. maja 2021.

## Biografija
Olivia Isabel Rodrigo se je rodila 20. februarja 2003 v medicinskem centru Rancho Springs v Murrieti v Kaliforniji očetu Filipincu in materi nemško-irskega porekla. Rodrigo se je rodila delno gluha na levo uho. Začela je hoditi na ure petja v vrtcu in kmalu zatem se je naučila igrati klavir. Igranje in petje je začela obiskovati pri šestih letih in nastopala v gledaliških predstavah na osnovni šoli Lisa J. Mails in srednji šoli Dorothy McElhinney. Kitaro je začela igrati pri 12 letih. Rodrigo se je začela zanimati za pisanje pesmi po poslušanju country glasbe, zlasti ameriške kantavtorice Taylor Swift.
Rodrigo se je prvič pojavila na televiziji v oglasu Old Navy. Kmalu po letu 2015 je pri enajstih ali dvanajstih letih debitirala v glavni vlogi Grace Thomas v filmu An American Girl: Grace Stirs Up Success. Leta 2016 je Rodrigo pritegnila pozornost z glavno vlogo Paige Olvera, kitaristke v seriji Bizaardvark na kanalu Disney, vlogo, ki jo je igrala tri sezone. Februarja 2019 je bila izbrana za vlogo Nini Salazar-Roberts v seriji Disney+ High School Musical: The Musical: The Series, ki je bila premierno prikazana novembra istega leta. Rodrigo je napisala dve pesmi za zvočni posnetek serije; »All I Want« in »Just for a Moment« z Joshuo Bassettom. Joel Keller iz Deciderja jo je opisal kot "posebej magnetično". 
Rodrigo je leta 2020 podpisala pogodbo z založbo Geffen Records. Z založbo se je pogajala, da bi si zagotovila lastništvo nad mojstri svoje glasbe. 8. januarja 2021 je izdala svoj debitantski singel »Drivers License«, ki ga je napisala skupaj s producentom Danom Nigrom. V tednu po izidu je bila pesem »Drivers License« hvaljena s kritikami in je dvakrat podrla Spotifyjev rekord za največ dnevnih predvajanj za pesem z več kot 15,7 milijoni globalnih predvajanj 11. januarja in več kot 17 milijoni globalnih predvajanj naslednji dan. Podrla je še en rekord Spotifyja za prvo pesem v zgodovini, ki je dosegla 80 milijonov pretokov v sedmih dneh. Pesem je debitirala na prvem mestu ameriške lestvice Billboard Hot 100 in dosegla prvo mesto v številnih drugih državah.

## Diskografija

### Albumi
- Sour (2021)
- Guts (2023)

### Singli
- Drivers License (2021)
- Deja Vu  (2021)
- Good 4 U (2021)
- Traitor (2021)
- Brutal (2021)
- Vampire (2023)

## Filmografija
- 2015: An American Girl: Grace Stirs Up Success
- 2016–2019: Bizaardvark
- 2017: New Girl
- 2019–2022: High School Musical: The Musical: The Series
- 2022: Driving home 2 U